# Bank Ugandy
Bank Ugandy (ang. Bank of Uganda) – ugandyjski bank centralny z siedzibą w Kampali. Bank rozpoczął działalność 15 sierpnia 1966. 100% udziałów w banku posiada rząd Ugandy.
Oddziały banku znajdują się w Kampali, Jinja, Mbale, Gulu i Mbarara.

## Zadania banku
Bank wykonuje operacje w oparciu o Ustawę o Banku Ugandy z 2000 roku, według której do zadań Banku Ugandy należy:
- formułowanie i wdrażanie polityki monetarnej ukierunkowanej na osiągnięcie celów ekonomicznych w postaci osiągnięcia i utrzymania stabilności ekonomicznej
- utrzymywanie stabilności monetarnej
- utrzymywanie rezerw walutowych
- emisja pieniądza
- bycie bankierem rządu
- działanie jako doradca finansowy rządu i menedżer długu publicznego
- doradzanie rządowi w sprawach polityki monetarnej
- gdy stosowne, działanie jako agent w sprawach finansowych dla rządu
- bycie bankierem instytucji finansowych
- bycie izbą clearingową dla instytucji finansowych w sprawach czeków i innych instrumentów finansowych
- doradzanie, regulowanie, kontrolowanie i dyscyplinowanie wszelkich instytucji finansowych i funduszy emerytalnych
- gdy stosowne, branie udziału w programach wzrostu ekonomicznego i rozwoju

Według art. 21 Ustawy o Banku Ugandy, do banku należy zadanie zaprojektowania wyglądu banknotów wydawanych przez bank, jednak nie mogą one zawierać portretu żadnej żyjącej osoby ani symbolu lub słowa politycznego.

## Organizacja banku
Według art. 161 Konstytucji Ugandy, władzę nad Bankiem Ugandy sprawuje zarząd, składający się z prezesa (governor), jego zastępcy i nie więcej niż pięciu innych członków. Zarówno prezes, jego zastępca, jak i pozostali członkowie są powoływani na 5 letnią kadencję przez Prezydenta kraju, po zaakceptowaniu przez rząd.

### Lista prezesów Banku Ugandy[4]
- Joseph Mary Mubiru (1966–1971)
- Simeon Moses Kiingi (1971–1973)
- Onegi Obel (1973–1978)
- Henry Kajura (1978–1979)
- Nkojo Gideon (1979–1980)
- Leo Kibirango (1981–1986)
- Suleiman Kiggundu (1986–1990)
- Charles N. Kikonyogo (luty 1979 – kwiecień 1979 oraz 1990–2000)
- Emmanuel Tumusiime Mutebile (od 2001)